# Mors blomma
Mors blomma var en svensk välgörenhetsorganisation, grundad 1941. Blomman var en knappnålsblomma som såldes inför mors dag och intäkterna gick till husmorssemestrar för "trötta och utarbetade mödrar".
Centralkommittén för Mors blomma hade bildats den 10 maj 1941 vid ett möte hos Prinsessan Ingeborg som blev föreningens beskyddare. Ordförande var generaldirektör Karl Johan Höjer och bland övriga ledamöter fanns från början RFSU-ordförande Elise Ottesen-Jensen och major Ernst Killander.